# Sztár FM
A Sztár fM egy Budapesten és Miskolcon fogható rádióállomás volt, amely a 60-as és a 70-es évek zenéit játszotta.

## Formátum, hallgatottság
Indulásakor az adó még nem a későbbi oldies dalokból merített, hanem az 1980-as évek zenéit részesítette előnyben, country zenékkel és mulatós dalokkal. A formátumot a rádiós szaknyelv AC (Adult Contemporary)-nek nevezi. A rádió oldies stílusát korábban a Sláger Rádió dalai jelenítették meg 1998 és 2003 között. Az országos rádió stílusváltása után a Sztár fM pozicionálta magát a régebbi muzsikák lejátszására.
Az Ipsos-GFK felmérése alapján a Sztár fM 2010 negyedik negyedévében Budapest leghallgatottabb rádiója volt a kizárólag Budapesten hallgatható rádiók körében a 15 évnél idősebbek kategóriájában.

## Története
2002. december 26-án indult a Bridge FM helyén, a 102,1 MHz-en. 2003. január 13-án indult a Sztár fM Miskolc adása, amely a Nonstop Rádió műsorát váltotta a 103 MHz-en.
2003. február 17-én debütált B. Tóth László saját reggeli műsorával, hétköznaponként reggel 6 és 10 óra között. 2007 májusától Dr. Boross György vette át helyét, és Dr. Boross rendel címmel új műsort indított ugyanezen idősávban. B. Tóth 2009-ben tért vissza a rádióhoz, péntek délután 14 és 18 óra között vezetett műsort Retrotarisznya néven.
2009 őszén a miskolci Sztár fM tulajdonost váltott. November 1-jétől a miskolci adó önálló műsort kezdett sugározni. Bár úgy tűnt, hogy a budapesti adóra is stílusváltás vár, végül maradt a korábbi irányzat.
2011. január 31-től a Híd Rádió Zrt. ORTT-hez eljuttatott közleménye alapján nem kíván élni a hosszabbítás lehetőségével. 2011. január 27-én a következő hír fogadta a Sztár fM főoldalára látogatókat:

„A Sztár fM frekvenciaengedélye 2011. január 30-án éjfélkor lejár, műsorszolgáltatásunk a tulajdonos döntése alapján a továbbiakban nem folytatódik.
Köszönjük az Önök évek óta tartó töretlen bizalmát, azt hogy minket választottak!
Minden jót, jó egészséget és még sok-sok igazi zenét valahol, valamikor!
Memme és a Többiek nevében is: Dr. Boross
Kérjük, a Sztár fM-mel kapcsolatban a továbbiakban ne érdeklődjenek, ez a korszak – sajnos - lezárult.
Dr. Boross jövőbeni terveiről, megjelenéseiről a www.drboross.com és a www.facebook.com/drboross oldalakon olvashatnak majd!”

Dr. Boross György az egykori Lánchíd Rádióban folytatta műsorát.

## Műsorai
- Dr. Boross rendel: Dr. Boross György reggeli műsora.
- Retrotarisznya: B. Tóth László műsora.
- Kettes kedd: keddenként 10 és 18 óra között ugyanattól az előadótól két dalt játszottak le.[7]
- '60-asok 6-tól: minden este 6 és 7 óra között a '60-as évek zenéi szóltak.[8]
- '70-esek 7-től: minden este 7 és 8 óra között a '70-es évek zenéi szóltak.[9]
- Kívánságműsor: este 8 óra és éjfél között jelentkező kívánságműsor. Az üzenetrögzítőre érkező hívásokat a Sztár fM hangmérnöke teljesítette.[10]
- Sztár fM hétvége: tematikus hétvégék.[11]

### Dr. Boross rendel
2007 májusában Dr. Boross György elindította saját reggeli, zenei műsorát. Főbb műsorelemei a következőek voltak:
- Hangjegy (zenei programajánló)
- Gyógycseppek (egészségügyi magazin)
- Csillagvizsgáló (horoszkóp)
- Nyolctól nyolcat (zenei kívánságműsor)
- Harminc perc hazai (magyar zenei összeállítás)
- Nagyvizit Dr. Boross-sal (életmód magazin)
- Interjúk
- Autós rovat

A rádió megszűnésétől a műsor az egykori Lánchíd Rádióban  volt hallható, de már délután 14 órától a 2018-as megszűnésig.